# Herb Parczewa
Herb Parczewa – jeden z symboli miasta Parczew i gminy Parczew w postaci herbu ustanowiony uchwałą rady miejskiej 29 maja 2017.

## Wygląd i symbolika
Herb przedstawia w polu czerwonym złotego jelenia. Symbolika herbu związana jest z herbem historycznej ziemi lubelskiej oraz z obszarami leśnymi (puszczańskimi).

## Historia
Symbolem miasta widniejącym na pieczęciach z XVI-XVIII w. był wizerunek jelenia kroczącego bądź „w skoku”. W projekcie herbu Heroldii Krdlestwa Polskiego z XIX w. przewidziano jelenia „skubiącego trawę”. Wszystkie przedstawiały jelenia złotego w czerwonym polu tarczy.

Dawny herb Parczewa do 30 maja 2000